# Ивановка (Новогнедовский сельский совет)
Ивановка (укр. Іванівка) — село,
Новогнедовский сельский совет,
Синельниковский район,
Днепропетровская область,
Украина.
Код КОАТУУ — 1224886406. Население по переписи 2001 года составляло 130 человек.

## Географическое положение
Село Ивановка находится в 1,5 км от сёл Новогнедое и Панасовка, в 2,5 км от города Синельниково.
Рядом проходит железная дорога, станция Синельниково в 4-х км.